# 比特幣法
比特幣法律 (西班牙語：Ley Bitcoin, 發音：[ˈlej bitˈkojn])，是一條萨尔瓦多的法律，該法律給予比特幣具有法定貨幣性质。該法案由萨尔瓦多立法议会 在2021年6月8日訂立，並在2021年9月7日正式生效
。 法律條文目的是把比特幣給予法定地位，是一個不受限制的法定貨幣，不會設立交易限額等限制。

## 歷史

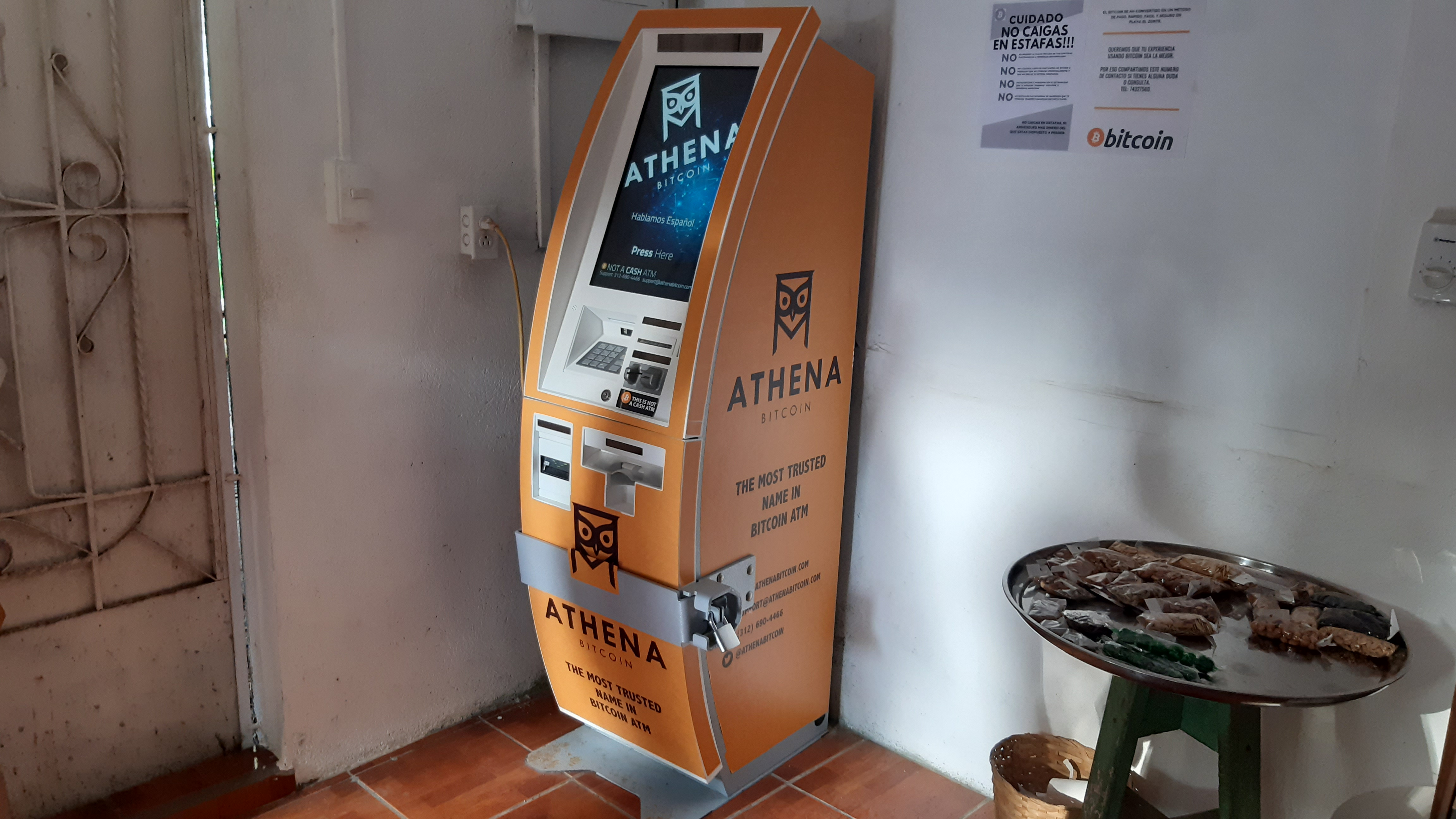
薩爾瓦多埃爾宗特的比特幣ATM

把比特幣視為貨幣已早在2019年在萨尔瓦多開始試驗。 萨尔瓦多沿海村莊埃爾宗特早在2019年，已是一個活躍使用比特幣的社區。當地的工人會接收比特幣作為工資，也可以使用比特幣付款及繳付費用。
在2021年邁阿密的會議中，總統布克勒宣佈將提倡立法，把比特幣定為法定貨幣，並認為此措施可以創造更多職位空缺及解決現時的財政危機。
比特幣法律最終在2021年6月9日，於萨尔瓦多立法议会以62票(共84人參與投票)通過, 比特幣在2021年9月7日成為該國的法定貨幣。

## 評價
比特幣法律被一些外界人士評為對總統有很好的「公共關係價值」，維持他年輕總統形象。但比特幣的匯率太高波動性，則被受質疑是否適合為一個法定貨幣。
國際貨幣基金發言人擔心，比特幣普及可能會增加貪污、洗黑錢、及逃稅等風險。外界也擔心，比特幣的去中心化性質，會導致洗黑錢更容易以及逃稅更容易。
在2021年8月，當地報章藝術報, 作出的一項民意調查顯示，四分三市民表示不會使用比特幣作為交易。

## 實施

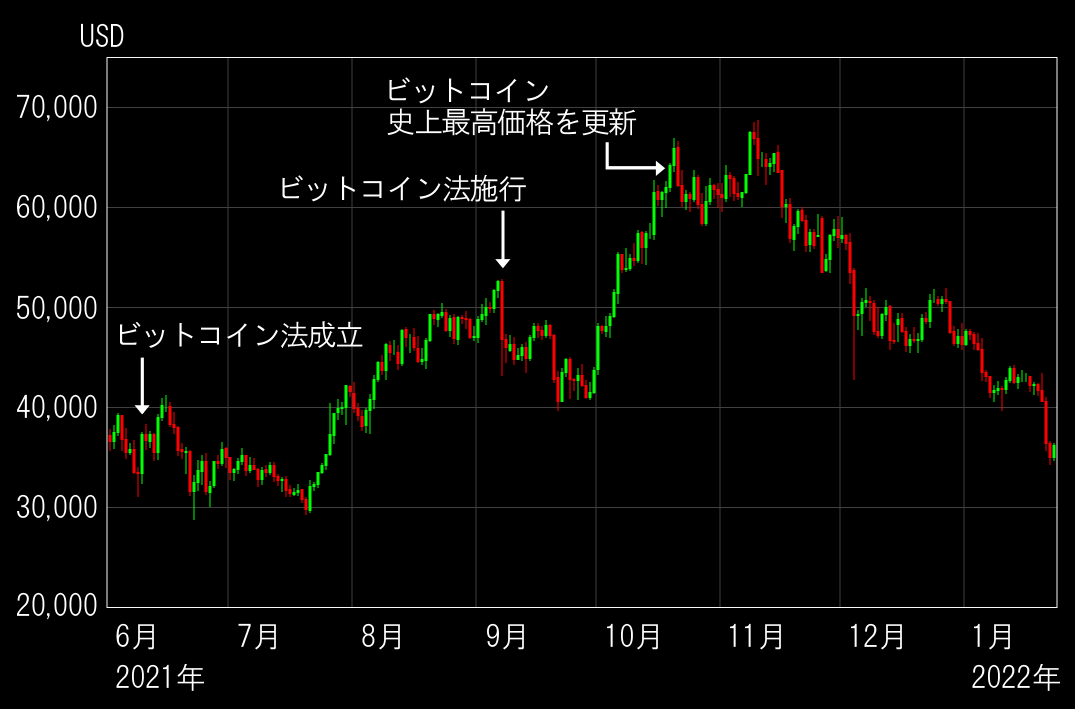
比特幣分析，日本在2021 年 6 月至 2022 年 1 月比特幣價格趨勢。 評論中顯示了與薩爾瓦多比特幣法律相關的事件。 每日數據來自雅虎財經。

比特幣在2021年9月7日成為薩爾瓦多共和國的法定貨幣 。
在法例生效後首數小時，數個國家貨幣對換平台出現負荷過大及網站擠塞，政府也因而把其比特幣錢包Chivo，暫時下架。政府後來在中午左右，增加伺服器的可載量並把比特幣電子錢包重新上線。比特幣首日混作混亂，導致比特幣匯價大幅波動。
由於擔心匯率波動問題，導致超過一千人遊行示威，抗議比特幣法律。

## 外部連結
- 官方新聞發佈 （页面存档备份，存于）, 萨尔瓦多立法议会
- 薩爾瓦多立法會財政委員會的意見 （页面存档备份，存于）
- 比特幣法律全文 (英文)  （页面存档备份，存于）